# Turecká fotbalová reprezentace

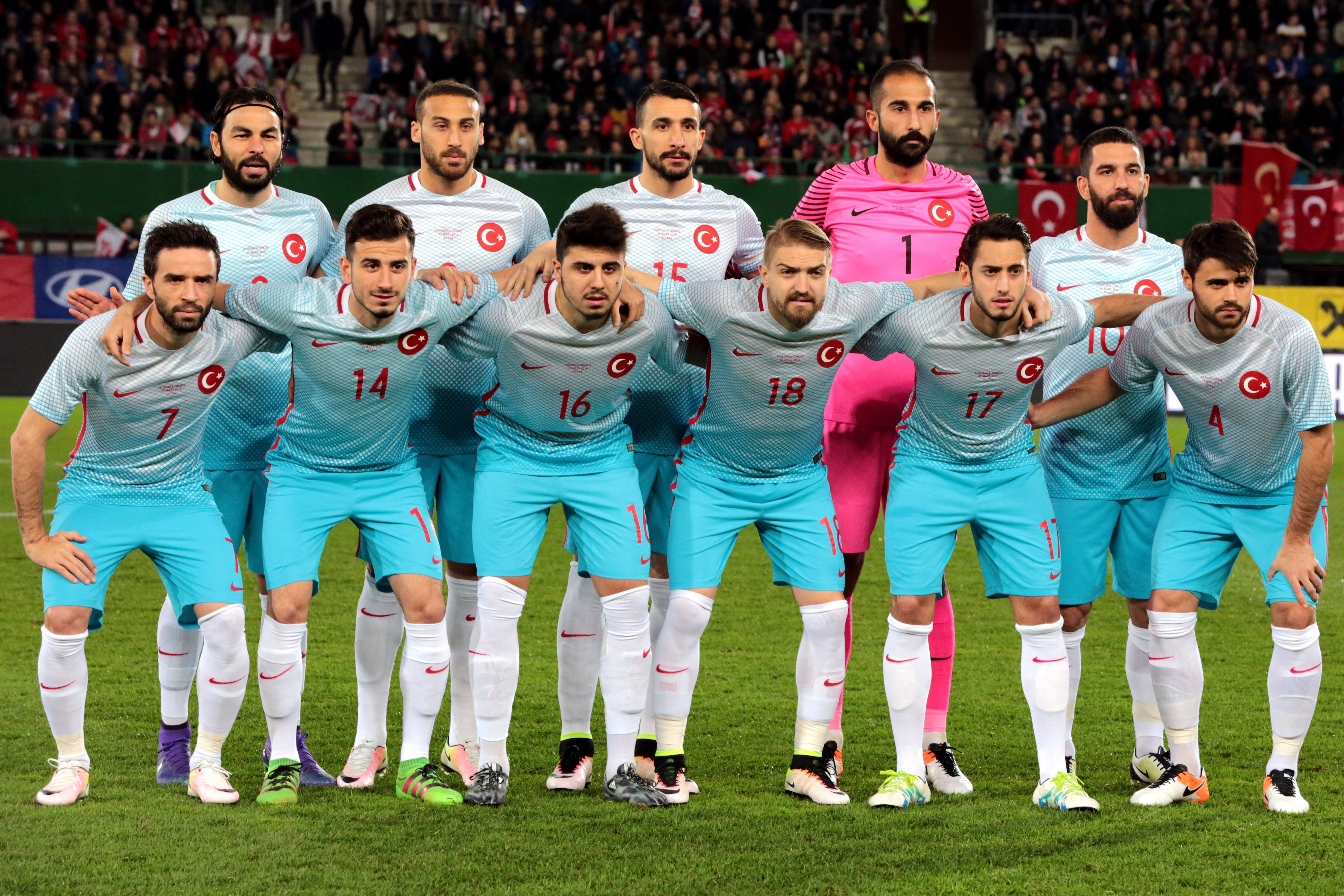
Turecká fotbalová reprezentace (2016)

Turecká fotbalová reprezentace reprezentuje Turecko na mezinárodních fotbalových akcích, jako je mistrovství světa nebo mistrovství Evropy. Mezi jejich největší úspěchy patří bronzové medaile z MS 2002 a ME 2008. Nejvíce reprezentačních startů si připsal Rüştü Reçber (119 zápasů) a nejlepším střelcem je Hakan Şükür s 51 přesnými zásahy a na MS 2002 vstřelil proti Jižní Koreji nejrychlejší gól v historii mistrovství světa.

## Mistrovství světa
Seznam zápasů turecké fotbalové reprezentace na MS
| Rok    | Účast                                           | Soupisky |
| ------ | ----------------------------------------------- | -------- |
| 1930   | Ne                                              | –        |
| 1934   | Odhlášeni                                       | –        |
| 1938   | Ne                                              | –        |
| 1950   | Postoupili, ale odhlášeni                       | –        |
| 1954   | Nepostoupili ze skupiny                         | Soupiska |
| 1958   | Odhlášeni                                       | –        |
| 1962   | Nepostoupili z kvalifikace                      | –        |
| 1966   | Nepostoupili z kvalifikace                      | –        |
| 1970   | Nepostoupili z kvalifikace                      | –        |
| 1974   | Nepostoupili z kvalifikace                      | –        |
| 1978   | Nepostoupili z kvalifikace                      | –        |
| 1982   | Nepostoupili z kvalifikace                      | –        |
| 1986   | Nepostoupili z kvalifikace                      | –        |
| 1990   | Nepostoupili z kvalifikace                      | –        |
| 1994   | Nepostoupili z kvalifikace                      | –        |
| 1998   | Nepostoupili z kvalifikace                      | –        |
| 2002   | Bronzová medaile                                | Soupiska |
| 2006   | Nepostoupili z kvalifikace                      | –        |
| 2010   | Nepostoupili z kvalifikace                      | –        |
| 2014   | Nepostoupili z kvalifikace                      | –        |
| 2018   | Nepostoupili z kvalifikace                      | –        |
| 2022   | Nepostoupili z kvalifikace                      | –        |
| Celkem | účast – 2× zlato – 0×, stříbro – 0×, bronz – 1× |          |

## Mistrovství Evropy
Seznam zápasů turecké fotbalové reprezentace na Mistrovství Evropy
| Rok     | Účast                                           | Soupisky |
| ------- | ----------------------------------------------- | -------- |
| 1960    | Nepostoupili z kvalifikace                      | –        |
| 1964    | Nepostoupili z kvalifikace                      | –        |
| 1968    | Nepostoupili z kvalifikace                      | –        |
| 1972    | Nepostoupili z kvalifikace                      | –        |
| 1976    | Nepostoupili z kvalifikace                      | –        |
| 1980    | Nepostoupili z kvalifikace                      | –        |
| 1984    | Nepostoupili z kvalifikace                      | –        |
| 1988    | Nepostoupili z kvalifikace                      | –        |
| 1992    | Nepostoupili z kvalifikace                      | –        |
| 1996    | Nepostoupili ze skupiny                         | Soupiska |
| 2000    | Vyřazeni ve čtvrtfinále Portugalskem            | Soupiska |
| 2004    | Nepostoupili z kvalifikace                      | –        |
| 2008    | Bronzová medaile                                | Soupiska |
| 2012    | Nepostoupili z baráže                           | –        |
| 2016    | Nepostoupili ze skupiny                         | Soupiska |
| ME 2020 | Nepostoupili ze skupiny                         | Soupiska |
| 2024    | Vyřazeni ve čtvrtfinále Nizozemskem             | Soupiska |
| Celkem  | účast – 6× zlato – 0×, stříbro – 0×, bronz – 1× |          |

## Olympijské hry
- Zlato – 0
- Stříbro – 0
- Bronz – 0